# ロッテ 歌のアルバム
『ロッテ 歌のアルバム』（ロッテ うたのアルバム）は、1958年（昭和33年）5月4日から1987年（昭和62年）9月27日（約5年半の番組休止期間あり）までの通算24年間にわたってTBS系列局で、毎週日曜日の昼に放送されていた歌謡番組である。当初はモノクロ映像・モノラル音声だったが、映像は1969年（昭和44年）5月11日放送分よりカラー放送に、音声は1985年（昭和60年）4月7日からステレオ放送となった。
また、本項では便宜上、以下の番組タイトルについても記述する。
- ロッテ 歌のアルバム 千と一慶生放送（ロッテ うたのアルバム せんといっけいなまほうそう）
- ロッテ 歌のアルバム78（ロッテ うたのアルバム ななじゅうはち）
- ロッテ 歌のアルバム79（ロッテ うたのアルバム ななじゅうく）
- ロッテ 歌のアルバムNOW（ロッテ うたのアルバムナウ）

## 概要
『ロッテ 歌のアルバム』が1958年5月4日から1977年（昭和52年）10月2日まで、後継の『ロッテ 歌のアルバム 千と一慶生放送』が1977年10月9日から1978年（昭和53年）3月26日まで、『ロッテ 歌のアルバム78』が1978年4月2日から12月31日まで、『ロッテ 歌のアルバム79』が1979年1月7日から9月30日まで、『ロッテ 歌のアルバム』が1985年4月7日から1986年（昭和61年）5月25日まで、『歌のアルバム NOW』が1986年6月1日から1987年9月27日まで、それぞれロッテの一社提供で放送された。
本記事は1958年から1977年までの『ロッテ 歌のアルバム』を第1期、『ロッテ 歌のアルバム 千と一慶生放送』を第2期、『ロッテ 歌のアルバム78』、および『ロッテ 歌のアルバム79』を第3期、1985年から1986年までの『ロッテ 歌のアルバム』を第4期、『ロッテ 歌のアルバムNOW』を第5期と記述する。なお、第4期『ロッテ 歌のアルバム』は、演歌歌手の出演を中心とした音楽番組でありつつも女性アイドル歌手の菊池桃子や本田美奈子等が出演したほか、第5期『NOW』は第2期・第3期に類似した番組内容に回帰したため、歌謡曲・演歌系の歌手のみならず、一部のアイドル系歌手やポップス系・ロック系・ニューミュージック系のグループ・歌手も出演した。
長年司会を務めていた玉置宏のオープニング『一週間のご無沙汰でした。玉置宏でございます』で知られている。番組開始当時の司会は美文調が主流であったところに、個性的な司会の手法を持ち込み新境地を開いた。

## 放送時間

### 第1期（無印）
- 日曜 12時15分 - 13時00分（1958年5月4日 - 10月5日）
- 日曜 12時45分 - 13時15分（1958年10月12日 - 1965年7月25日）

関東では日本テレビが放送していた『ダイラケのびっくり捕物帖』（大阪テレビ制作）がKRT（ → TBS）へ移動し、開始時刻を30分繰り下げて放送時間を15分短縮した。
1959年1月4日、1960年1月3日、1961年1月1日、1965年1月3日は新春特別番組編成のため放送休止。
- 日曜 12時45分 - 13時30分（1965年8月1日 - 1969年3月30日）

前番組で13時15分放送開始の『ナショナル日曜観劇会』が終了し、放送時間を15分拡大した。
1966年1月2日、1967年1月1日は新春特別番組編成のため放送休止。
- 日曜 12時45分 - 13時15分（1969年4月6日 - 1977年10月2日）

前番組で13時30分放送開始の『家族そろって歌合戦』の放送枠拡大に伴い、放送時間を15分短縮した。
1970年1月4日、1971年1月3日、1972年1月2日、1976年1月4日、1977年1月3日は新春特別番組編成のため放送休止。

### 第2期（千と一慶生放送）
玉置宏の司会卒業に伴い、番組を全面リニューアル。番組タイトルの通り、シリーズ唯一の生放送となった。
- 日曜 12時45分 - 13時15分（1977年10月9日 - 1978年3月26日）

1978年1月1日は新春特別番組編成のため放送休止。

### 第3期（78 → 79）
千昌夫の司会降板に伴い、再度番組タイトルを改題。また、第2期で司会を務めた小島一慶はそのまま続投し、千昌夫の後任司会としてうつみ宮土理と吉幾三が引き継いだ。
- 日曜 12時45分 - 13時15分（78：1978年4月2日 - 12月31日、79：1979年1月7日 - 9月30日）

### 第4期（無印）
ここから、音声がステレオ放送になる。
- 日曜 12時30分 - 13時00分（1985年4月7日 - 1986年5月25日）
- 演奏 - 岡本章生とゲイスターズ(通常のレギュラー出演)・宮間利之とニューハード・ひばり&スカイ(美空ひばり出演時のみ)ベストアンサンブル(弦楽器担当)
- 指揮 - 長洲忠彦

1986年1月6日は新春特別番組編成のため放送休止。

### 第5期（NOW）
- 日曜 12時30分 - 13時00分（1986年6月1日 - 1987年9月27日）
- 演奏 - 岡本章生とゲイスターズ(通常のレギュラー出演)・宮間利之とニューハード・ひばり&スカイ(美空ひばり出演時のみ)・ベストアンサンブル(弦楽器担当)
- 指揮 - 長洲忠彦

1987年1月4日は新春特別番組編成のため放送休止。
1987年9月27日を以って番組が終了。これにより1958年5月から放送開始した『ロッテ 歌のアルバムシリーズ』は（番組休止期間を除き）通算24年の放送に幕を降ろした。

## 放送局
特筆の無い場合は全て同時ネットである。

### 第1期 - 第3期
- 東京放送（1960年11月28日以前の法人名はラジオ東京）
- 北海道放送
- 青森テレビ[7]
- 岩手放送[7]
- 秋田放送[7]
- 山形放送[8]
- 東北放送[9]
- 福島テレビ（1963年4月の開局時から放送）[10]
- 新潟放送[11]
- 山梨放送[12]→テレビ山梨[13]
- 静岡放送[13]
- 信越放送[14]
- 北日本放送[11]
- 北陸放送[11]
- 福井放送[11]
- 中部日本放送[13]
- 朝日放送（1975年3月まで） → 毎日放送（1975年4月から）
- 山陰放送
- 山陽放送[15]
- 中国放送[15]
- 山口放送（テレビ山口開局後も1970年10月時点では継続）[15]→テレビ山口[16]
- 四国放送[17]
- 南海放送[15]
- テレビ高知
- RKB毎日放送[18][16]
- 長崎放送[18]
- 熊本放送[18][19]
- 大分放送[15][16]
- 宮崎放送[15][19]
- 南日本放送[19]
- 琉球放送[20]

### 第4期・第5期
- TBSなど当時のJNN25局同時ネット（福島県は中断期間中に開局したテレビユー福島が放送）。
- 秋田県・山形県・富山県・福井県・徳島県・愛媛県・佐賀県では放送されなかった（テレビユー山形・チューリップテレビ・あいテレビ開局以前）が、周辺の局を通じて視聴することができた。